# Cécile Chaminadeová
Cécile Louise Stéphanie Chaminadeová (8. srpna 1857 Paříž - 13. dubna 1944 Monte Carlo) byla francouzská hudební skladatelka a klavíristka.
Dostávala soukromé hudební lekce od Augustina Savarda a Martina Pierra Marsicka. Kompozici studovala u Benjamina Godarda. Jako pianistka debutovala ve věku 18 let. Koncertovala nejprve ve Francii, poté v celé Evropě a Jižní Americe. V roce 1901 se provdala za hudebního vydavatele Louise Mathieua Carbonela. Složila asi 150 kompozic v duchu salonní hudby.

## Hlavní díla
- Les Amazones, op. 26 - dramatická symfonie
- Koncert pro klavír a orchestr, op. 40
- Concertino pro flétnu a orchestr, op. 107
- La Sévillane, op. 10 - komická opera
- Callirhoë, op. 37 - balet